# Florent Saglio
Pour les articles homonymes, voir Saglio (homonymie).
Pour les autres membres de la famille, voir Famille Saglio.
Mathias-Florent-Antoine Saglio (9 février 1777, Haguenau - 3 septembre 1841, Strasbourg), est un homme politique français, élu député du Bas-Rhin de 1827 à 1841.

## Biographie
Frère de Pierre-Michel-Bernardin Saglio, il était négociant et conseiller municipal de Strasbourg, et fut élu le 11 septembre 1819, député du grand collège du Bas-Rhin.
En 1822, il crée une société de recherche de houille dans le gisement sous-vosgien avec Georges Humann et d'autres actionnaires.
Il échoua ensuite aux élections du 25 février 1824 et du 17 novembre 1827, mais huit jours plus tard, le 24, il fut élu député du grand collège du Bas-Rhin.
Il prit place au centre et signa l'Adresse des 221.
Réélu successivement en 1830, 1831, 1834, 1837 et 1839, Saglio vota constamment avec la majorité ministérielle et approuva les lois de septembre (1835) et de disjonction (1837).
Il mourut au cours de cette dernière législature.
Il est le père d'Alphonse Saglio et le beau-père de Théodore Humann.